# 莫林斯-德雷伊之战
莫林斯-德雷伊之战（法语：Bataille de Molins de Rei）发生于1808年12月21日。此役中，由洛朗·古维翁-圣西尔指挥的法国军团袭击了由西奥多·冯·雷丁和孔特·德·卡尔达格斯临时指挥的西班牙军队（前任指挥官胡安·德·维维斯直到战斗末期才抵达战场）。圣西尔以计谋蒙骗了他的对手，圣西尔的小分队在战线前方进行一次虚假攻击分散敌军的注意力，同时法军的大部队被派往略夫雷加特河，向西班牙右翼迂回。西班牙的防线在法军侧翼进攻时崩溃，法军俘虏了1,200名士兵，包括所有西班牙火炮和卡尔达格斯本人。此役属于半岛战争的一部分，交战主要在莫林斯-德雷伊附近进行，此地位于加泰罗尼亚巴塞罗那以西15公里。
五月二日起义让在驻守在西班牙的法国占领军措手不及。到1808年8月末，巴塞罗那的法意驻军发现自己处于孤立状态，处于被俘的危险之中。拿破仑很快集结了一支庞大的军队，并指示圣西尔带着这支军队解救巴塞罗那的法军。经过一场冒险的战役，圣西尔在卡德德乌击败了一支西班牙军队并到达了巴塞罗那。圣西尔此时发现他的对手开始占据有利位置，于是他带着部队离开巴塞罗那，决心将西班牙军队驱散。

## 序幕

### 战略形势
1807年提尔西特条约签订后，拿破仑开始表现出狂妄自大的迹象，以至于他杰出的外交官查尔斯·莫里斯·德·塔列朗-佩里戈尔辞去了外交部长的职务。拿破仑随后将西班牙国王卡洛斯四世和他的儿子费尔南多七世拘留，然后诱使他们退位。拿破仑接着宣布他的兄弟约瑟夫·波拿巴将成为新的西班牙国王。与此同时，拿破仑以各种借口将大量法国军队调入西班牙。1808年2月，这些士兵占领了巴塞罗那和许多边境堡垒。1808年5月2日，若阿尚·缪拉元帅和20,000名法军以极端措施平息了马德里的骚乱。很快，西班牙各地的人民都开始反抗法国占领军。
纪尧姆·杜赫斯梅将军指挥了东比利牛斯山脉的法国军团，人数为12,714人。约瑟夫·查布兰指挥的第1师由1个瑞士营和7个法国营组成，共有6,045名士兵。莱奇的第2师由四个意大利营和两个那不勒斯营组成，共有4,596名士兵。贝西埃尔率领的骑兵旅有825名士兵，隶属于两个法国临时团，而由施瓦茨指挥的骑兵旅有892名意大利和那不勒斯骑兵。此外，这支军队还有356名炮兵和辎重兵。拿破仑希望杜赫斯梅能够协助占领瓦伦西亚和莱里达以及控制巴塞罗那。但由于杜赫斯梅的人数有限和西班牙反抗的强度，拿破仑的希望非常不现实。
埃尔布鲁赫战役是杜赫斯梅试图埃尔布鲁克山口的失败尝试，首先是施瓦茨的部队，然后是查布兰的部队。杜赫斯梅则自己带着一半的军队试图打通通往法国的道路，但在赫罗纳战役中，他的部队无法攻占这座城市。拿破仑意此时识到杜赫斯梅需要帮助，于是他召集了8,000名法国二等士兵组成一个新师，分配给奥诺雷·雷耶。首先，雷耶前往菲格雷斯的圣费兰城堡救援，然后他试图占领罗萨斯，但失败了。7月下旬，雷耶和杜赫斯梅从南北汇合赫罗纳，开始了第二次赫罗纳围城战。这次行动进展非常缓慢，以至于孔德·德·卡尔达格斯袭击了法军的围城部队并迫使法国人撤退。雷耶安全地退到菲格雷斯，但加泰罗尼亚民兵却无情地骚扰了杜赫斯梅的士兵。杜赫斯梅在他的部队于1808年8月20日逃往巴塞罗那之前不得不放弃他的大炮和辎重车。

### 行动
当拿破仑了解加泰罗尼亚事态的严重性时，他做出了一些重大改变。1808年8月17日，拿破仑任命洛朗·古维翁-圣西尔为法军在加泰罗尼亚的新指挥官。来自意大利驻军的18,000人则组成了圣西尔的部队，尽管他们还需要数周时间才能抵达。与雷耶的杂牌军不同，这些士兵包括约瑟夫·苏厄姆的师和多米尼克·皮诺的意大利精锐部队。此外，还有一个由路易·弗朗索瓦·让·夏博（Louis François Jean Chabot）领导的小型法意合成师，由雅克·方坦（Jacques Fontane）领导的意大利骑兵旅和法国第24龙骑兵团。

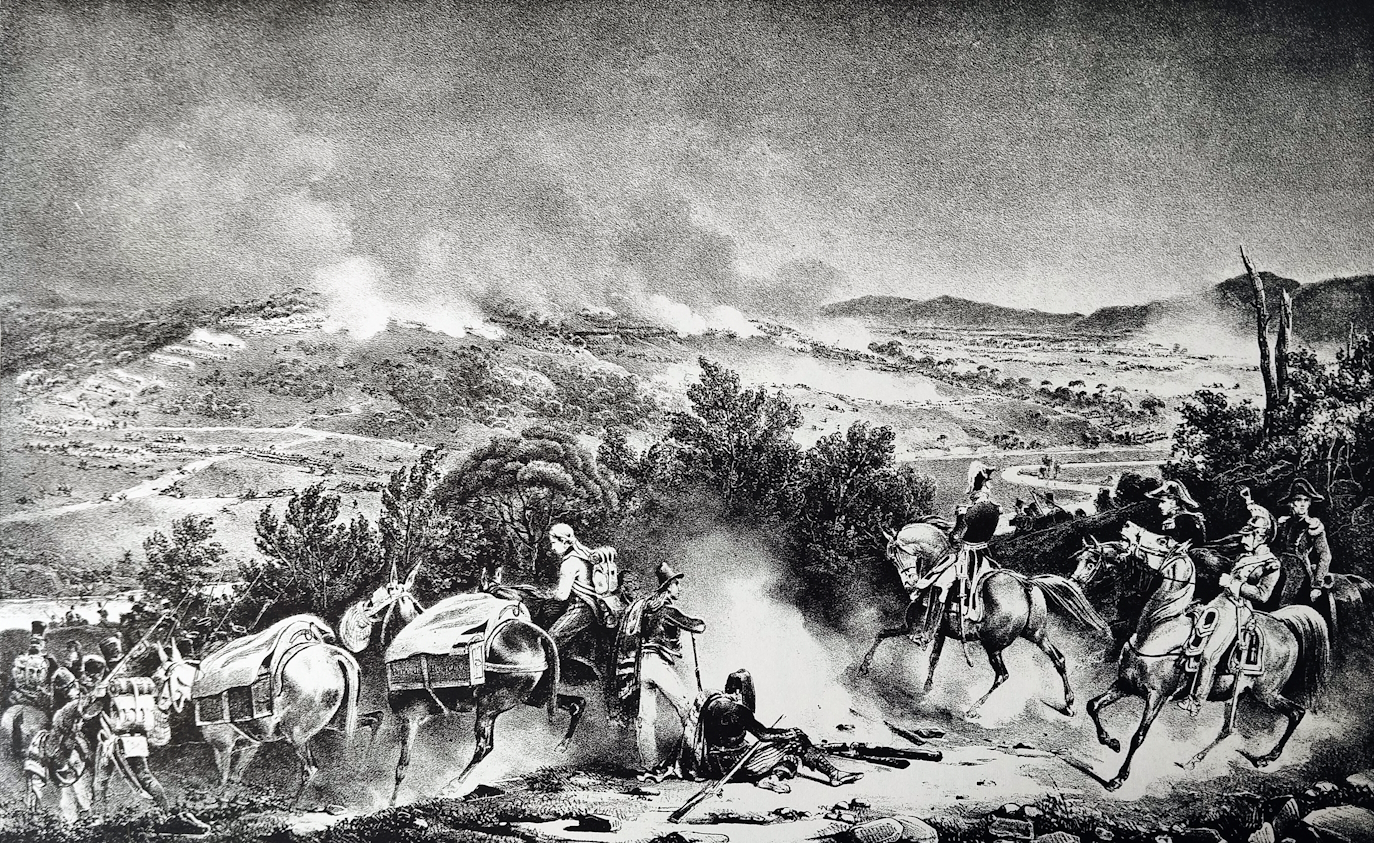
卡德德乌之战

与此同时，10,000名西班牙正规军在巴利阿里群岛待命，因为他们的指挥官胡安·米格尔·德·维维斯担心他的英国盟友计划占领这些岛屿。在士兵们威胁要叛变后，维维斯最终允许德尔帕拉西奥侯爵率领5,000人航行到大陆。这些部队于7月23日在加泰罗尼亚登陆。地方当局任命德尔帕拉西奥为加泰罗尼亚军队的指挥官，德尔帕拉西奥对巴塞罗那进行了封锁。来自格拉纳达由西奥多·冯·雷丁（Theodor von Reding）领导下的大约10,000名西班牙士兵此时也正在接近加泰罗尼亚。德尔帕拉西奥在该年的夏秋两季一直原地不动，以至于他于10月28日被维维斯取代。到了这个时候，西班牙的步兵和骑兵分别有20,000人和1,000人。维维斯加强了对巴塞罗那的封锁，最终于11月26日将驻军驱赶到城墙内。除此之外，事实证明，维维斯和前任指挥官一样反应迟钝且缺乏进取心。
圣西尔于1808年11月7日开始围攻罗萨斯，罗萨斯于12月5日投降。占领罗萨斯消除了西班牙人对法军通信道路的潜在威胁。圣西尔在12月的第二周带着17,000名士兵抵达赫罗纳要塞。他希望将西班牙驻军引诱到城外，但这种策略没有奏效。赫罗纳的指挥官拒绝冒险让他们的8,000名士兵在开阔地带对抗圣西尔的大军。
法军指挥官知道围攻赫罗纳需要的时间太长，所以他放开了他的大炮和辎重车，并大胆地从赫罗纳身边溜过，留下了雷耶的师。维维斯误认为法军会在赫罗纳面前停滞不前。当他发现圣西尔正在山上行进时，他派出一个师在雷丁手下阻止法军。维维斯此时终于醒悟并排除了一个额外的旅进行增援，尽管他此时还有24,000名士兵可用。圣西尔在战斗中完全击败了他的对手，到达了卡德德乌附近，他发现维维斯和雷丁在他面前只有9,100名士兵和七门大炮。在12月16日的卡德德乌战役中，圣西尔利用庞大的攻击纵队摧毁了西班牙的防线。法国人对他们的对手造成了2,500人伤亡，而自己只损失了600人。维维斯与他的军队分离。他独自逃到海岸，被英国海军送往塔拉戈纳。

## 战斗

### 准备工作

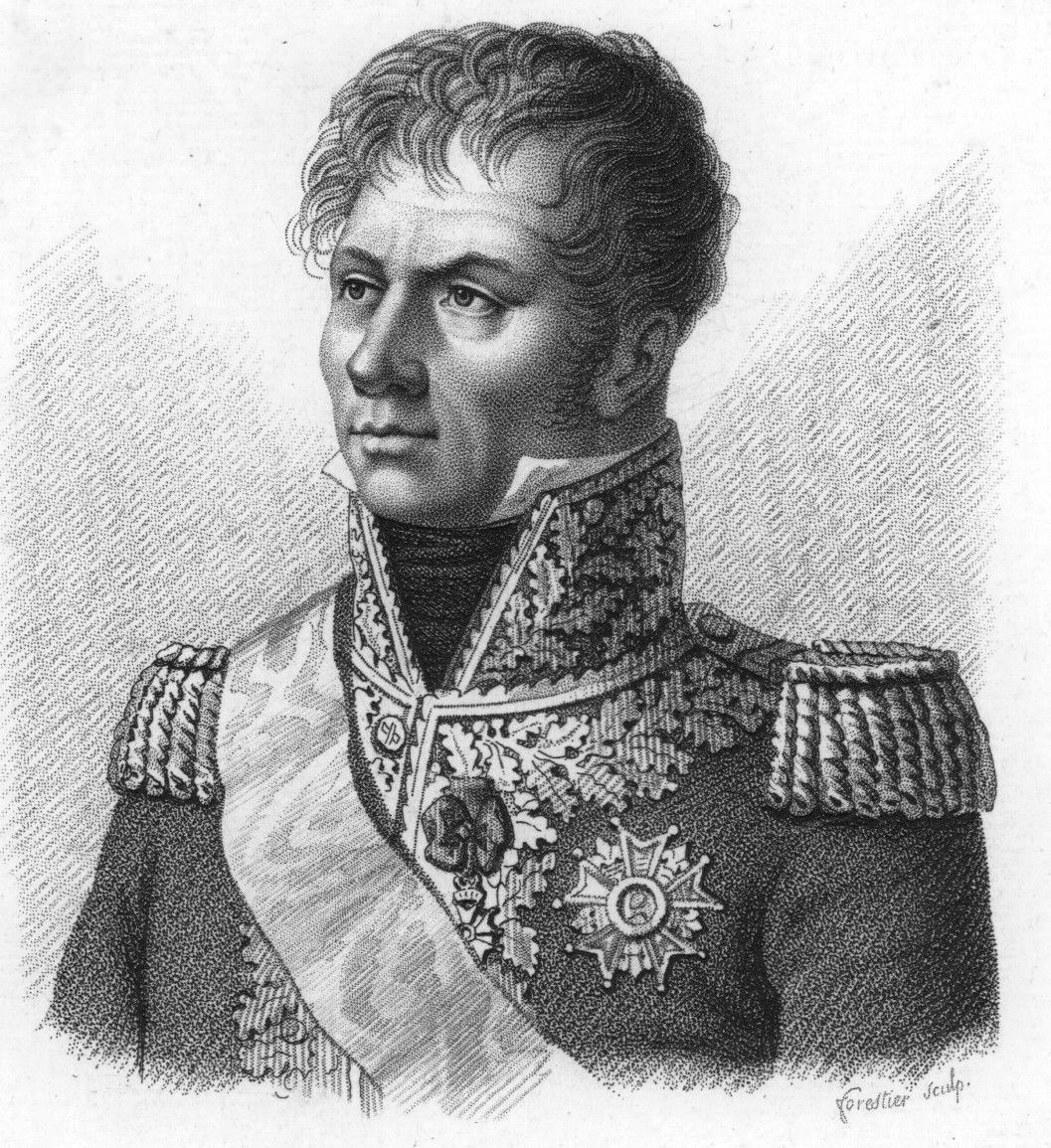
洛朗·古维翁-圣西尔

12月16日，孔特·卡尔达格斯的西班牙军队瓦解了一次由巴塞罗那法国驻军发起的进攻，但当晚他听说西班牙部队在卡德德乌失利后决定将封锁部队撤回到北部的莫林斯-德雷伊和南部的圣包迪利奥-德略布雷加特。在仓促撤退期间，卡尔达格斯将萨里亚的一个大型补给仓库拱手让给了法军。12月17日上午，圣西尔率领他的救援部队进入巴塞罗那。令他恼火的是，此前被围困的驻军并没有派出代表来迎接他的士兵。当自负的杜赫斯梅终于出现时，他对圣西尔说，他的部队没有危险，可以再坚持六周。圣西尔则拿出了一份杜赫斯梅发给路易-亚历山大·贝尔蒂埃元帅的一封信的副本，称他的驻军正处于困境中，并请求救援。杜赫斯梅只能一言不发地生闷气。
在有大约1,000名民兵脱逃后，卡尔达格斯此时还有11,000名士兵。很快，雷丁也加入了他的行列并带来了在卡德德乌被击败的残余部队，约有3,000至4,000人。西班牙军队在巴塞罗那郊区10公里以外的地方建立了防御工事。虽然防御工事很坚固，且安装了重炮，但对于15,000名士兵的军队来说这样的战线太长了。西班牙军队的沿河战线在很多地方都可以涉水渡河，如果法军的进攻在某一点上来袭，很可能会成功。在维维斯缺席的情况下，二把手雷丁接管了西班牙军队。他和三把手卡尔达格斯知道西班牙人的阵地不稳固，但他们也处于两难境地。
雷丁和卡尔达格斯想向西撤退到奥达尔的一个稳固阵地，并计划在那里建造一个坚固的堡垒。然而，撤退到奥达尔将为法国人让出巴塞罗那-莱里达的公路。它还可以让法国人在平原上收割庄稼。雷丁给在锡切斯的维维斯发了一条信息。维维斯没有承担责任，选择让雷丁自行决定是防守还是撤退。维维斯的回复是在12月20日至21日晚上到达的。为了在加泰罗尼亚人的眼中展现自己的勇气，雷丁决心一战。

### 帝国军队
圣西尔在1808年12月21日的早晨带领四个师离开了巴塞罗那，让杜赫斯梅与莱奇的两个师留守。出击的帝国军队包括查布兰、蘇昂、皮诺和查博的师。查布兰的部队是由法国退伍军人加上一个营的瑞士人组成的。蘇昂的法国师和皮诺的意大利师由精锐部队组成。夏博的师由一个营的法国士兵和两个那不勒斯士兵组成。那不勒斯士兵被广泛认为是欧洲最糟糕的军队。圣西尔的部队还包括丰塔纳的骑兵旅，由意大利皇家骑兵部队和第7意大利龙骑兵团组成。

### 行动

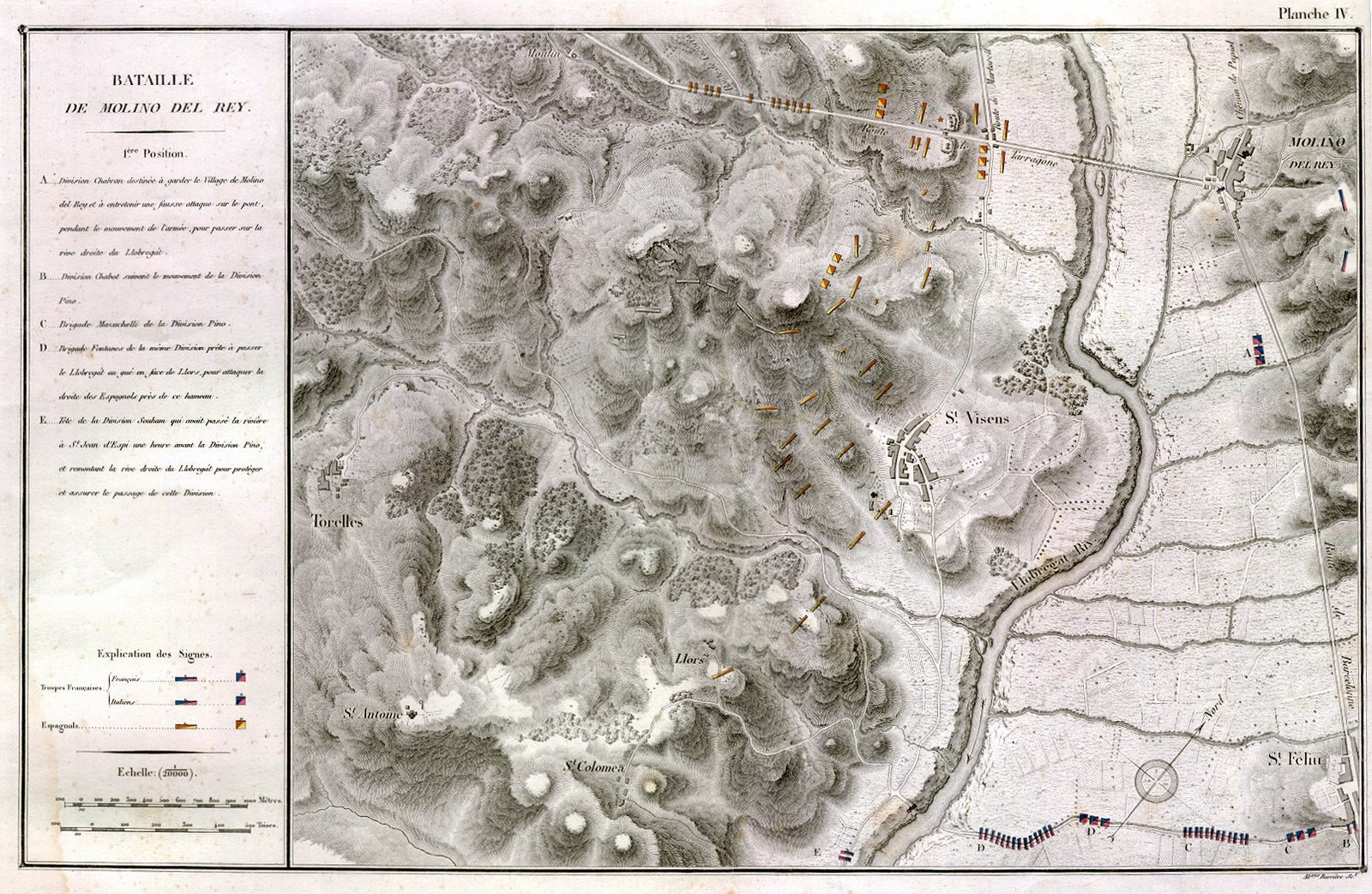
莫林斯-德雷伊战役

圣西尔计划让查布兰的师对莫林斯-德雷伊的渡河桥发动牵制性攻击。当西班牙将领分心时，苏厄姆、皮诺和夏博的14,000名士兵将越过洛布雷加特河下游，向西班牙右翼进军。凌晨5时，查布兰开始对西班牙左翼进行佯攻。雷丁被愚弄并从右翼抽出一些部队来加强他的左翼。早上6时，当圣西尔命令他的其他三个师推进时，真正的法军进攻开始了。
·蘇昂的师在圣胡安德斯皮渡河。战线中央的西班牙军队开始转移对抗蘇昂，但西班牙人并没有实质性的进行阻挡。皮诺和夏博的师在圣费留向南击败较弱的西班牙守军。法军很快在几个地方攻破了西班牙军队过度扩张阵线。夏博在最左端的小分队完全席卷了西班牙的右翼。随着夏博的部队深入西班牙后方，与皮诺和蘇昂作战的部队被迫让出良好的防御地形并撤退。法军的推进将残破的西班牙人左右卷起导致秩序一团混乱。
很快，大批撤退的士兵开始出现在查布兰的眼前。这是查布兰将虚假攻击转化为实际攻击的时刻，但他犹豫了。到查布兰的部队飞越洛布雷加特河时，大部分西班牙部队已经逃到了他们无法触及的地方。维维斯此时来到了战场。看到他的部队逃命后，维夫斯也选择立即撤离。圣西尔此时让他的龙骑兵部队追击他的敌人，龙骑兵抓住了孔特·德·卡尔达格斯。法军还俘获了1,200名士兵、25门火炮、一个装有3,000,000发子弹的仓库，以及许多被西班牙士兵扔掉的火枪。另一个消息来源声称，西班牙遭受了1,000名士兵的伤亡，还有1,200名士兵、25门火炮被俘虏。法军总共死伤约400人。历史学家查尔斯·阿曼（Charles Oman）写道，法国人的火炮很弱，而从西班牙人手中夺取的野战炮非常有用。他指出，圣西尔的部队没有携带火炮，而且杜赫斯梅的大部分火炮在第二次赫罗纳围城战后的撤退中丢失。

## 后果

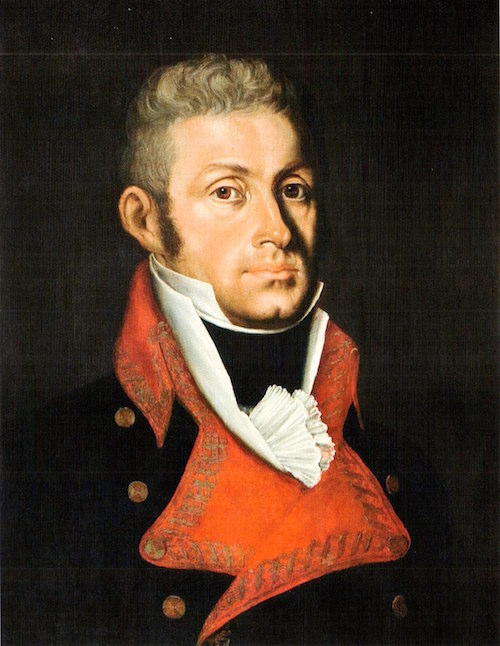
西奥多·冯·雷丁

大多数被击溃的西班牙士兵逃往塔拉戈纳避难，而其他人则前往莱里达或托尔托萨。胜利的法国军队则占领了许多重要地点。苏厄姆的部队在埃尔文德雷利驻扎，皮诺在佩内德斯自由镇驻扎，查布兰在马尔托雷尔驻扎，夏博则在诺亚河畔圣萨杜尔尼驻扎。圣西尔认为让他的军队确保足够的食物是他的首要任务，而重新开放与法国的补给线是他的第二要务。如果英国皇家海军的战舰在海岸附近盘旋，那法国人很难通过海路向巴塞罗那提供补给。与此同时，内陆通道被西班牙控制的赫罗纳和霍斯塔里克阻挡。冬季的战事也使圣西尔的士兵筋疲力尽，需要进行修整。
圣西尔可能曾试图攻占塔拉戈纳，但他认为他需要一辆攻城车和大量弹药才能摧毁这座强大的堡垒。但此时他不知道大多数民兵已经脱逃，而正规步兵也正在叛变，加泰罗尼亚人处于歇斯底里状态，嚎叫着找替罪羊。在莱里达，一个名叫戈麦斯的当地人夺取了权力并开始处决任何他怀疑犯有叛国罪的人。雷丁最终阻止了这一切，他派一个营到城里逮捕并处决了戈麦斯。当来自圣西尔的压力放松时，加泰罗尼亚军队开始集结。雷丁的格拉纳达军队第二梯队抵达前线，来自马略卡岛的增援也开始登陆。
西班牙当局诱使无能的维维斯辞职，并以雷丁取代他，但雷丁也是有勇无谋。随着民兵的重新集结，在莫林斯-德雷伊之战一个月后，加泰罗尼亚军队还有约30,000人。1809年1月1日，拉赞伏击了法军第2线列步兵团的第4营，打死打伤200人，俘虏90多人。当里耶和2,500名士兵试图报复时，他遭到了强烈的反击。然而，拉赞很快将他的师从加泰罗尼亚撤出，并前往帮助他的兄弟何塞·德·帕拉福克斯·梅尔奇，在第二次萨拉戈萨围城战中同法军作战。圣西尔让他的部队忙于收集食物供应并压制当地的民兵。帝国军队很快就清除了埃尔布鲁克和蒙塞拉特，但没有进行占领。少数法国船只躲过英国海军的封锁来维持巴塞罗那的食物供给，而陆路补给系统直到日后才得以恢复。加泰罗尼亚地区的下一次大规模战役是1809年2月25日的瓦尔斯战役。

## 脚注
1. 1 2 3 4 5 6  Bodart 1908，第392頁.
2. ↑  Gates 2002，第10–12頁.
3. ↑  Oman 1902a，第614頁.
4. 1 2  Gates 2002，第59頁.
5. ↑  Gates 2002，第61–62頁.
6. ↑  Gates 2002，第62頁.
7. 1 2  Oman 1902a，第333頁.
8. 1 2  Oman 1902a，第643頁.
9. ↑  Oman 1902a，第323頁.
10. ↑  Oman 1902a，第327頁.
11. ↑  Oman 1902b，第40-41頁.
12. ↑  Gates 2002，第64頁.
13. ↑  Smith 1998，第271頁.
14. 1 2  Gates 2002，第64-65頁.
15. ↑  Oman 1902b，第60頁.
16. ↑  Oman 1902b，第67頁.
17. ↑  Oman 1902b，第68頁.
18. ↑  Oman 1902b，第69頁.
19. 1 2 3  Oman 1902b，第70頁.
20. ↑  Oman 1902a，第107頁.
21. ↑  Oman 1902a，第642頁.
22. ↑  Oman 1902a，第311頁.
23. 1 2  Smith 1998，第273頁.
24. 1 2  Oman 1902b，第71頁.
25. 1 2 3 4  Oman 1902b，第72頁.
26. 1 2 3  Oman 1902b，第73頁.
27. ↑  Oman 1902b，第74頁.
28. ↑  Smith 1998，第281頁.

## 延伸阅读
- Rickard, J. . historyofwar.com. 2008m. （原始内容存档于2020-09-29）.
- Rickard, J. . historyofwar.com. 2008r. （原始内容存档于2020-09-29）.
- Rickard, J. . historyofwar.com. 2008c. （原始内容存档于2020-09-29）.
- Rickard, J. . historyofwar.com. 2008b. （原始内容存档于2020-02-21）.
- Rickard, J. . historyofwar.com. 2008s. （原始内容存档于2019-12-30）.